# I Want Tomorrow
«I Want Tomorrow» es una canción y el primer sencillo de la cantante, compositora e intérprete irlandesa Enya, tomado de su primer álbum independiente titulado de forma homónima, el cual fue la banda sonora del documental de la BBC The Celts. Posteriormente la canción fue lanzada como un sencillo debido a su gran éxito obtenido en la crítica y el público. Al contrario de la reedición del disco en 1992, el sencillo no se volvió a remasterizar.
Se destaca este tema por ser interpretado en su intermedio en guitarra eléctrica. Esta es una de las dos canciones que se interpreta en parte con dicho instrumento además de My! My! Time Flies!.

## Lista de temas
| N.º | Tema                    | Duración |
| --- | ----------------------- | -------- |
| 1.  | "I Want Tomorrow"       | 4:02     |
| 2.  | "The Celts"             | 2:58     |
| 3.  | "To Go Beyond (Part 1)" | 1:22     |
| 4.  | "To Go Beyond (Part 2)" | 3:00     |